# Basorelief

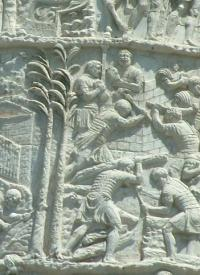
Exemplu de basorelief de pe Columna lui Traian

Basorelief (din italiană basso-rilievo - relief jos) reprezintă un gen de sculptură cu două dimensiuni evidente (sub formă de placă), iar a treia dimensiune spațială este redată prin modelarea trecerilor rotunjite de la contur la fundal, dar nu desprins. În basorelief, figurile sunt prezentate în relief pe un fundal cu care acestea fac un corp comun, ieșirea în volum față de fundal fiind relativ mică, joasă. 
Spre deosebire de altorelief, basorelieful nu se caracterizează prin mult volum și tocmai din acest motiv imaginile prezentate de acest gen de sculptură pot lăsa impresia că sunt distorsionate. Este o tehnică a sculpturii care poate fi pusă în aplicare cu o mai mare ușurință de către artiști, fiind în același timp și mai puțin costisitoare față de altorelief. În Antichitate, în special în Egipt, pentru definitivarea formelor, sculpturile basorielief erau ulterior pictate. În cultura vestică medievală, basorelieful era o tehnică foarte puțin cunoscută. După ce sculptura relief negativ a cunoscut o perioadă de declin, basorelieful a cunoscut succesul în timpul perioadei renascentiste. Începând cu secolul XX, basorelieful a devenit o parte importantă a arhitecturii, astfel de opere de artă fiind utilizate cu precădere pentru decorarea clădirilor.
Basoreliefurile se întâlnesc la multe popoare din antichitate.
Un basorelief plat, în care trecerea da la suprafața suportului de bază la diferite planuri intermediare apare puțin accentuată, poartă denumirea de meplat.

## Legături externe
- fr Bas-reliefs au Québec